# Capsiempis
Capsiempis is een geslacht van zangvogels uit de familie tirannen (Tyrannidae).

## Soorten
Het geslacht kent de volgende soort:
- Capsiempis flaveola – Gele looftiran